# Едмунд Пері
Едмунд Секстон Пері, І віконт Пері (8 квітня 1719 — 24 лютого 1806) — відомий ірландський політик, що обіймав посаду спікера Палати громад парламенту Ірландії між 1771 і 1785 роками.

## Життєпис

### Походження і ранні роки
Едмунд Секстон Пері народився в місті Лімерик в одній із політично найвпливовіших родин міста. Він був старшим сином преподобного Стекпола Пері та його дружини Джейн Твіґґ. Його дідом по материнській лінії був Вільям Твігг, архідиякон Лімерика.

### Кар'єра

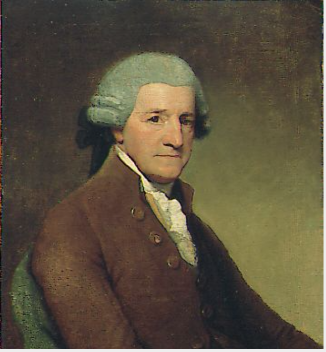
Едмунд Секстон Пері, І віконт Пері. Портрет пензля Гілберта Стюарта.

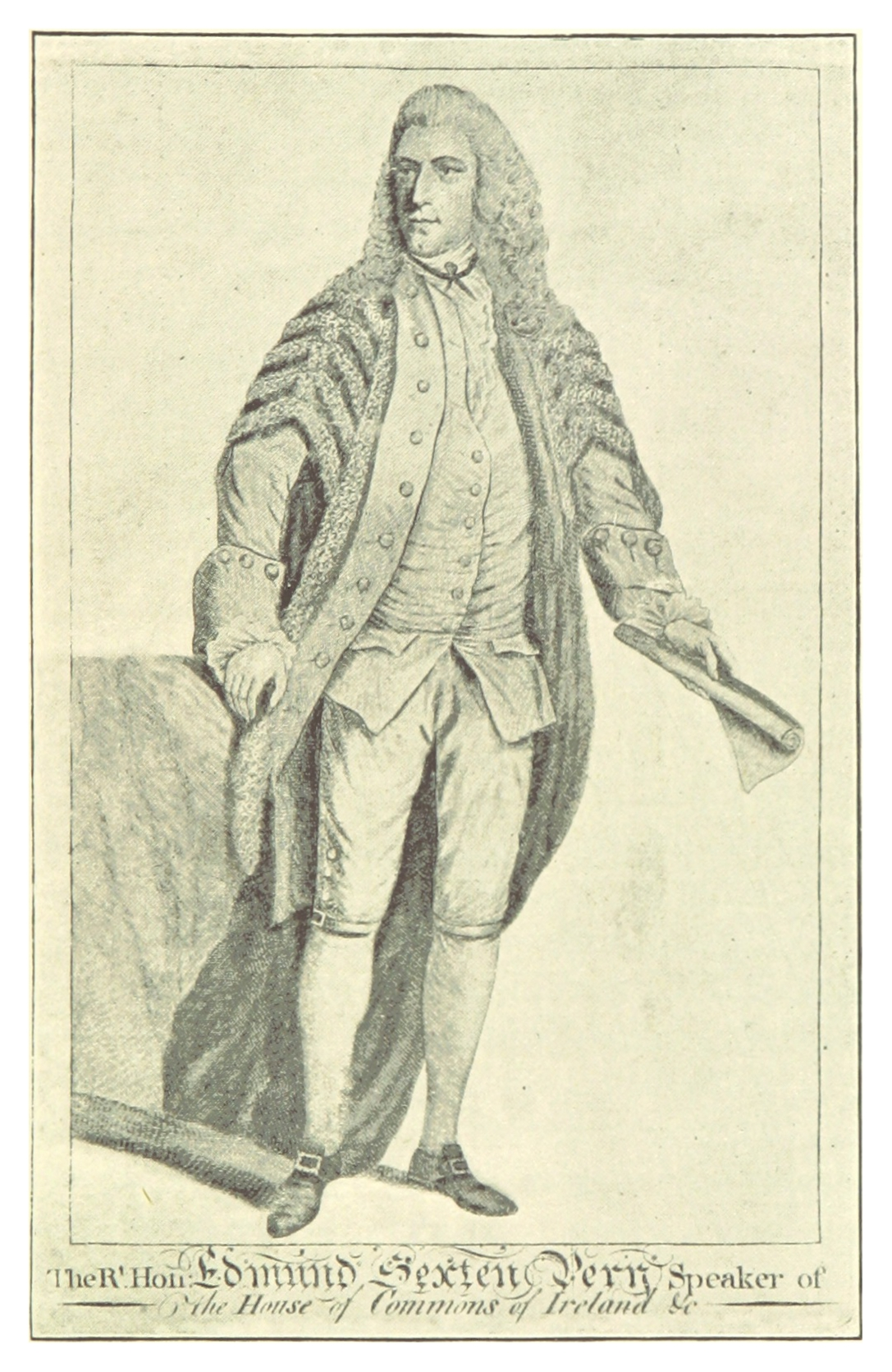
Едмунд Пері. Малюнок XVIII століття.

Едмунд Секстон Пері отримав юридичну освіту і став адвокатом. Він був обраний депутатом Палати громад Ірландії від виборчої округи Віклоу Боро в 1751 році. Після розпуску Палати громад парламенту після смерті короля Великої Британії та Ірландії Георга II Едмунд Секстон Пері був обраний від виборчої округи міста Лімерік і був депутатом з 1761 до 1785 року, був обраний спікером Палати громад в 1771 році. У 1783 році він також балотувався від округи Данганнон, однак вирішив бути депутатом від міста Лімерик. Він вважався одним із найвпливовіших політиків в Ірландії свого часу, очолюючи фракцію, до якої входили його племінник, майбутній граф Лімерик, і його родичі по шлюбу — Хартстонги. Після його відставки він отримав титул віконта Пері з Ньютаун-Пері, що поблизу міста Лімерик у перстві Ірландії, що дало йому право на місце в ірландській Палаті лордів. Оскільки у нього не було спадкоємців чоловічої статі, його титул втратив свою силу після його смерті.

## Роль у розвитку Лімерика
Едмунд Секстон Пері також відомий своїм внеском в історії архітектури Лімерика. У 1765 році він доручив інженеру Девісу Дукарту розробити міський план забудови землі, якою володів Едмунд Секстон Пері на південній околиці тодішнього міста Лімерик, що призвело до будівництва частини міста в георгієвському стилі, пізніше відомої як Ньютаун-Пері. На його честь була названа площа в місті.

## Родина
Едмунд Секстон Пері одружився з Патрісією Петті Мартін з Дубліна в 1756 році, яка померла через рік, а вдруге він одружився з Елізабет Весі — донькою Джона Весі, І барона Нептон та його дружини Елізабет Браунлоу. У нього з Елізабет було дві дочки:
- Високоповажна Діана Пері, що вийшла заміж за свого двоюрідного брата Томаса Нокса, І графа Ренферлі.
- Високоповажна Френсіс Пері, що вийшла заміж за Нікольсона Калверта, депутата від Хартфордширу.

Молодший брат Едмунда Секстона Пері — Вільям Пері був провідною фігурою Церкви Ірландії, він став єпископом Кіллали, а згодом єпископом Лімерика. Він також отримав титул барона Ґлентворта. Син Вільяма — Едмунд отримав титул графа Лімерик в 1803 році завдяки його підтримки Акту унії. Молодшою сестрою Едмунда Секстона Пері була Люсі Хартстондж, засновниця лікарні Святого Іоанна.